# Religia w Hondurasie

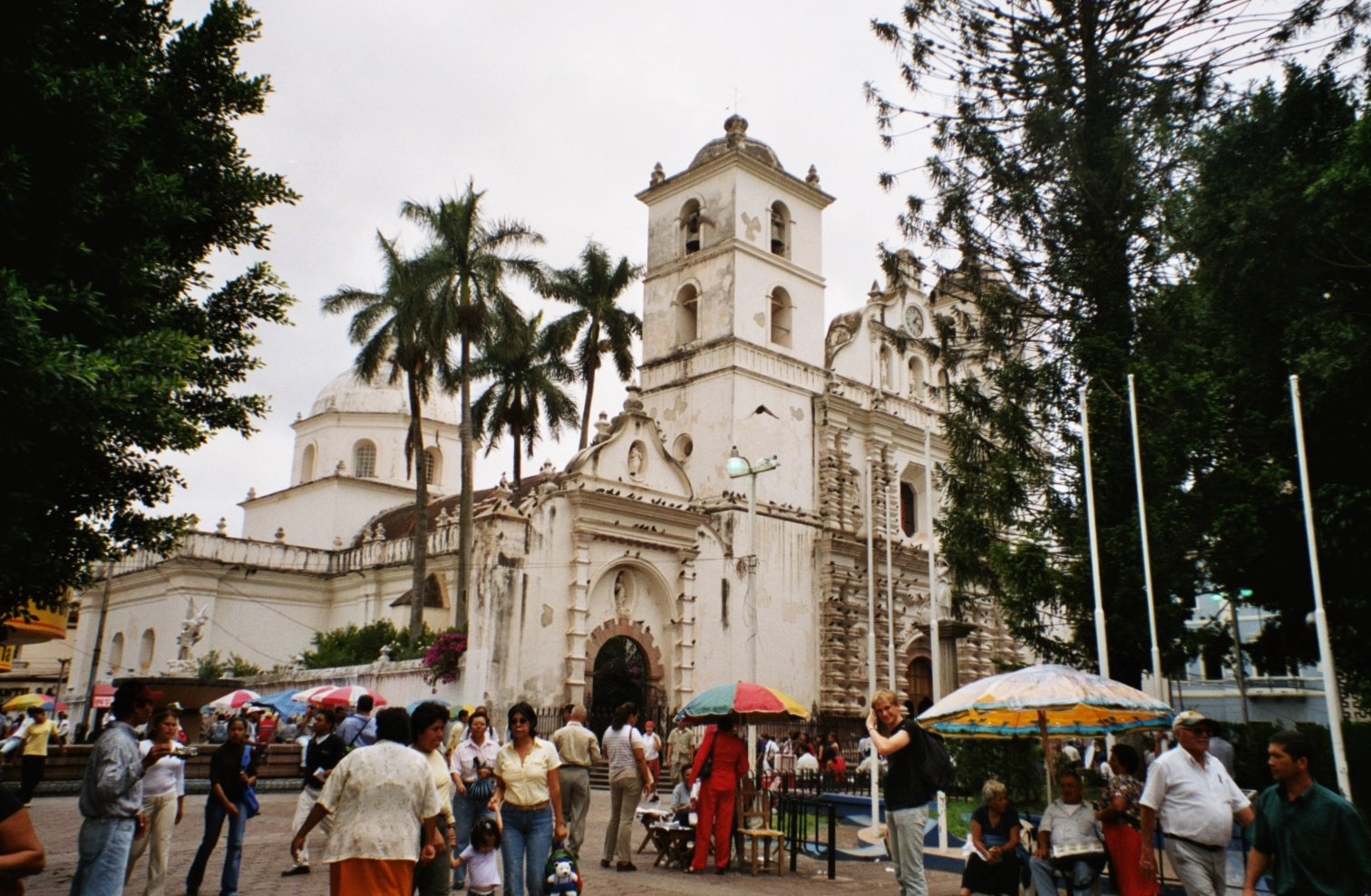
Katedra Metropolitalna pw. Św. Michała Archanioła w Tegucigalpa

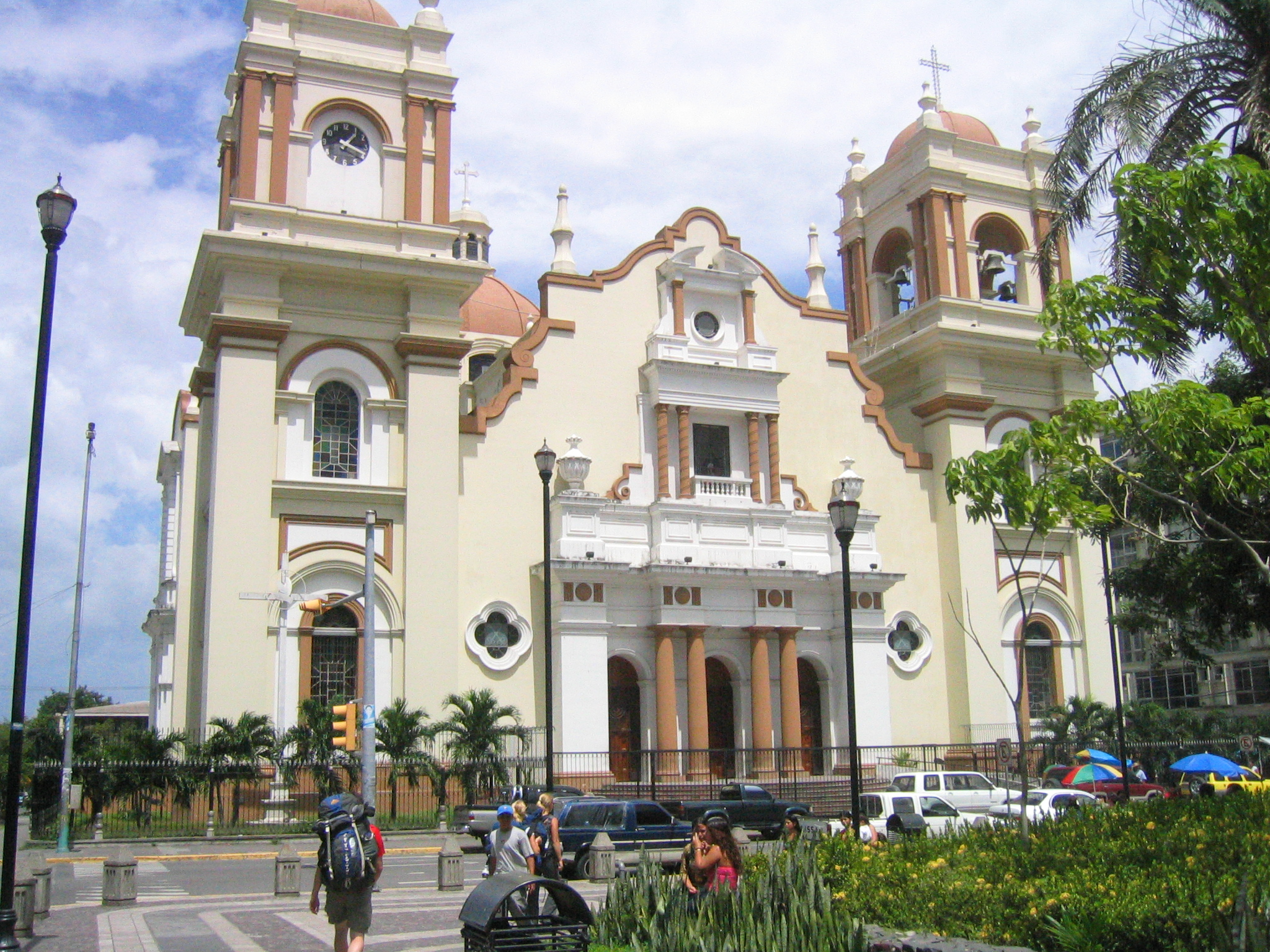
Katedra San Pedro Sula w San Pedro Sula

Religia w Hondurasie od XVI wieku zdominowana była przez chrześcijaństwo, z jego głównym nurtem rzymskokatolickim. Wcześniej dominowała tutaj religia Majów. W Hondurasie Indianie nie mieli siły, ani organizacji, aby oprzeć się szesnastowiecznej europejskiej eksploracji i osadnictwu. Terytorium obejmujące Honduras zostało odkryte dla hiszpańskiej korony w 1502 roku przez Krzysztofa Kolumba.
W wyniku różnych napięć między Kościołem a państwem na przestrzeni wieków, w latach 80. XIX wieku Kościół rzymskokatolicki został pozbawiony części swojej władzy gospodarczej i politycznej. Niemniej jednak w XX wieku Kościół pozostał ważną instytucją społeczną, a zdecydowana większość Honduranów pozostała katolikami. Szkoły kościelne otrzymują dotacje rządowe, a nauczanie religii jest częścią programu nauczania szkół publicznych.
Kościół rzymskokatolicki szacuje, że 63-65% populacji jest katolikami. Według badania przeprowadzonego przez lokalne media badające opinię publiczną, w 2016 roku, 48% respondentów określiło się jako ewangeliczni protestanci, 41% jako katolicy, 3% jako „inne” i 8% stanowili niezrzeszeni. Według profesora religioznawstwa Andrew'a Chesnuta, Honduras stał się pierwszym krajem Ameryki Łacińskiej, w którym protestanci (39% populacji), przewyższyli liczebnie katolików (37%).
Konstytucja Hondurasu gwarantuje swobodne praktykowanie wszystkich religii, jednakże rząd oficjalnie uznaje tylko Kościół rzymskokatolicki. Wszystkie inne grupy religijne są traktowane jako organizacje pozarządowe (NGO) lub jako niezarejestrowane organizacje religijne, o mniejszych prawach i przywilejach niż Kościół katolicki. 
W amerykańskim raporcie o wolności religijnej, z 2019 roku, w ostatnich latach odnotowano zabójstwa protestanckich pastorów. Za śmiertelne ataki przywódców kościołów, mogą odpowiadać lokalne gangi lub handlarze narkotyków.
Inne grupy religijne w Hondurasie obejmują: mormonów (180,6 tys.), świadków Jehowy (22,3 tys.), episkopalian, luteran, prawosławnych (1,8 tys.), muzułman (3,1 tys.), żydów (250), bahaistów, braci morawskich, oraz kilka grup anabaptystów i mennonitów. Niektóre grupy autochtoniczne praktykują mieszankę elementów chrześcijaństwa, z religiami afrykańskimi lub indiańskimi. 
Nurt ewangelikalnego protestantyzmu obejmuje takie denominacje jak: Kościół Boży, Zbory Boże, Kościół Obfitego Życia, Kościół Żywej Miłości, Międzynarodowe Centrum Chrześcijańskie, Kościoły Wielkiej Komisji, a także wiele ewangelicznych kościołów protestanckich bez-denominacyjnych. Czasem wlicza się do tego nurtu adwentystów dnia siódmego (146 tys.).